# 2. Eishockey-Bundesliga 2007/08
Die Saison 2007/08, die zehnte Spielzeit seit Bestehen der neuen 2. Eishockey-Bundesliga, begann im September 2007 mit 14 Vereinen und wurde von der Eishockeyspielbetriebsgesellschaft organisiert. Neu in der Liga waren die Aufsteiger Heilbronner Falken und EV Ravensburg Tower Stars sowie der Nachrücker SC Riessersee, nachdem die Grizzly Adams Wolfsburg den Aufstieg in die DEL hatten realisieren können. Meister wurden die Kassel Huskies, die die Landshut Cannibals im Finale mit 3:2 Spielen besiegten.

## Voraussetzungen

### Teilnehmer
| - Bietigheim Steelers - Fischtown Pinguins Bremerhaven - Eispiraten Crimmitschau - Moskitos Essen - Heilbronner Falken - Kassel Huskies - EV Landsberg 2000 | - Landshut Cannibals - Lausitzer Füchse - EHC München - Ravensburg Towerstars - Eisbären Regensburg - SC Riessersee - Schwenninger Wild Wings |

### Modus
Die Liga wurde in der Saison 2007/08 nach demselben Modus wie die Vorsaison ausgespielt:
- Ähnlich der National Hockey League und der Deutschen Eishockey Liga treten in der Verlängerung einer Partie beide Mannschaften nur noch mit maximal 4 Feldspielern an.
- Die Ermittlung der beiden sportlichen Absteiger erfolgt wieder durch Play-downs der letzten vier Mannschaften im Play-off-Modus.
- Für die Mannschaften auf Platz 9 und 10 ist erneut nach der Vorrunde die Saison zu Ende.
- Im letztmöglichen Play-off- bzw. Play-down-Spiel einer Serie wird das Spiel solange verlängert bis ein Treffer gefallen ist. Die bisher übliche Entscheidung durch ein Penaltyschießen wird abgeschafft.

### Spielerlizenzen
- Es dürfen maximal 15 Feldspieler mit deutscher Spielerlizenz und geboren vor dem 1. Januar 1984 oder ohne deutsche Spiellizenz pro Spiel auf dem Spielberichtsbogen aufgeführt werden.
- Es dürfen maximal 5 Spieler ohne deutscher Spielerlizenz auf dem Spielberichtsbogen aufgeführt werden, aber es können bis Transferschluss eine unbegrenzte Anzahl von Spielern ohne deutscher Spielerlizenz verpflichtet werden.
- Spieler, die spielberechtigt für eine Auswahl des DEB und ab dem 1. Januar 1984 geboren sind, können eine Förderlizenz für eine Mannschaft der Oberliga bekommen.
- Förderlizenzspieler müssen bis zum Ende der Hauptrunde (16. März) mindestens zehn Spiele für die Zweitligamannschaft bestritten haben, um in den Play-offs bzw. Play-downs für den Verein weiter spielberechtigt zu sein.

### Wirtschaft
| Etat-Übersicht der Bundesliga-Clubs 2007/08 | Etat-Übersicht der Bundesliga-Clubs 2007/08 | Etat-Übersicht der Bundesliga-Clubs 2007/08   | Etat-Übersicht der Bundesliga-Clubs 2007/08 | Etat-Übersicht der Bundesliga-Clubs 2007/08 | Etat-Übersicht der Bundesliga-Clubs 2007/08 |
| Club                                        | Etat 2007/08 in Mio. €                      | Veränderung gegenüber dem Vorjahr (in Mio. €) | Zuschauerschnitt (Kalkulation)              | Zuschauerschnitt (Hauptrunde)               |                                             |
| ------------------------------------------- | ------------------------------------------- | --------------------------------------------- | ------------------------------------------- | ------------------------------------------- | ------------------------------------------- |
| Kassel Huskies                              | 3,5                                         | + 0,2                                         | 3.000                                       | 3.123                                       |                                             |
| Bietigheim Steelers                         | 2,1                                         | − 0,7                                         | 1.700                                       | 1.744                                       |                                             |
| SERC Wild Wings                             | 2,1                                         | + 0,4                                         | 2.500                                       | 2.754                                       |                                             |
| Moskitos Essen                              | 1,9                                         | + 0,1                                         | k. A.                                       | 1.484                                       |                                             |
| REV Bremerhaven                             | 1,8                                         | ±0                                            | 1.700                                       | 1.751                                       |                                             |
| EVR Tower Stars                             | 1,8                                         | + 0,3                                         | 2.300                                       | 2.904                                       |                                             |
| Eisbären Regensburg                         | 1,75                                        | − 0,7                                         | 2.300                                       | 2.238                                       |                                             |
| Heilbronner Falken                          | 1,5                                         | + 0,3                                         | 1.700                                       | 2.038                                       |                                             |
| EHC München                                 | 1,5                                         | ±0                                            | 1.700                                       | 1.520                                       |                                             |
| Landshut Cannibals                          | 1,4                                         | ±0                                            | k. A.                                       | 2.271                                       |                                             |
| EV Landsberg 2000                           | 1,1                                         | + 0,4                                         | 1.530                                       | 1.350                                       |                                             |
| Lausitzer Füchse                            | 1,05                                        | + 0,2                                         | 1.200                                       | 1.839                                       |                                             |
| SC Riessersee                               | 1,0                                         | + 0,3                                         | 1.700                                       | 2.017                                       |                                             |
| ETC Crimmitschau                            | 0,6                                         | − 0,3                                         | 1.950                                       | 2.545                                       |                                             |
| Ligaschnitt                                 | 1,65                                        | + 0,02                                        | 1.940                                       | 2.113                                       |                                             |

## Vorrunde

### Abschlusstabelle
Für einen Sieg nach der regulären Spielzeit wurden einer Mannschaft drei Punkte gutgeschrieben, war die Partie nach 60 Minuten unentschieden, erhielten beide Teams einen Punkt, dem Sieger der fünfminütigen Verlängerung beziehungsweise nach einem nötigen Penaltyschießen wurde ein Zusatzpunkt gutgeschrieben. Verlor eine Mannschaft in der regulären Spielzeit, erhielt diese keine Punkte.
|     | Klub                    | Sp | S  | OTS | SOS | OTN | SON | N  | Tore    | Punkte |
| --- | ----------------------- | -- | -- | --- | --- | --- | --- | -- | ------- | ------ |
| 1.  | Kassel Huskies          | 52 | 36 | 3   | 3   | 1   | 1   | 8  | 186:114 | 122    |
| 2.  | Landshut Cannibals      | 52 | 28 | 3   | 1   | 1   | 2   | 17 | 171:128 | 95     |
| 3.  | Heilbronner Falken      | 52 | 27 | 1   | 3   | 1   | 2   | 18 | 171:134 | 92     |
| 4.  | Schwenninger Wild Wings | 52 | 25 | 2   | 3   | 4   | 2   | 16 | 185:153 | 91     |
| 5.  | SC Riessersee           | 52 | 23 | 0   | 4   | 5   | 3   | 17 | 176:175 | 85     |
| 6.  | Moskitos Essen          | 52 | 24 | 2   | 2   | 0   | 2   | 22 | 198:184 | 82     |
| 7.  | Bietigheim Steelers     | 52 | 22 | 1   | 1   | 3   | 4   | 21 | 130:129 | 77     |
| 8.  | Eispiraten Crimmitschau | 52 | 19 | 4   | 1   | 1   | 6   | 21 | 125:140 | 74     |
| 9.  | EHC München             | 52 | 19 | 2   | 2   | 3   | 2   | 24 | 150:169 | 70     |
| 10. | Eisbären Regensburg     | 52 | 18 | 2   | 3   | 2   | 2   | 25 | 134:162 | 68     |
| 11. | Ravensburg Towerstars   | 52 | 17 | 2   | 5   | 1   | 1   | 26 | 168:178 | 67     |
| 12. | Fischtown Pinguins      | 52 | 20 | 2   | 0   | 2   | 0   | 28 | 148:164 | 66     |
| 13. | Lausitzer Füchse        | 52 | 16 | 0   | 1   | 2   | 2   | 31 | 149:184 | 54     |
| 14. | EV Landsberg 2000       | 52 | 13 | 2   | 2   | 0   | 2   | 33 | 137:214 | 49     |

Abkürzungen: Sp = Spiele, S = Siege, OTS = Siege nach Verlängerung, SOS = Siege nach Penaltyschießen, OTN = Niederlagen nach Verlängerung, SON = Niederlagen nach Penaltyschießen, N = Niederlagen, (N) = Neuling

Erläuterungen:       = direkte Qualifikation für die Play-offs,       = Saison beendet,       = Play-downs.

## Play-offs
|  | Viertelfinale | Viertelfinale           | Viertelfinale           |    |                         | Halbfinale | Halbfinale | Halbfinale |  |  | Finale | Finale | Finale |
|  |               |                         |                         |    |                         |            |            |            |  |  |        |        |        |
|  | 1.            | Kassel Huskies          | 4                       |    |                         |            |            |            |  |  |        |        |        |
|  | 8.            | Eispiraten Crimmitschau | 2                       |    |                         |            |            |            |  |  |        |        |        |
|  | 8.            | Eispiraten Crimmitschau | 2                       | 1. | Kassel Huskies          | 3          |            |            |  |  |        |        |        |
|  |               |                         |                         | 1. | Kassel Huskies          | 3          |            |            |  |  |        |        |        |
|  |               | 4.                      | Schwenninger Wild Wings | 1  |                         |            |            |            |  |  |        |        |        |
|  | 4.            | 4.                      | Schwenninger Wild Wings | 1  | Schwenninger Wild Wings | 4          |            |            |  |  |        |        |        |
|  | 4.            |                         |                         |    | Schwenninger Wild Wings | 4          |            |            |  |  |        |        |        |
|  | 5.            | SC Riessersee           | 3                       |    |                         |            |            |            |  |  |        |        |        |
|  | 5.            | SC Riessersee           | 3                       | 1. | Kassel Huskies          | 3          |            |            |  |  |        |        |        |
|  |               |                         |                         |    | Kassel Huskies          | 3          |            |            |  |  |        |        |        |
|  |               | 2.                      | Landshut Cannibals      | 2  |                         |            |            |            |  |  |        |        |        |
|  | 2.            | 2.                      | Landshut Cannibals      | 2  | Landshut Cannibals      | 4          |            |            |  |  |        |        |        |
|  | 2.            |                         |                         |    | Landshut Cannibals      | 4          |            |            |  |  |        |        |        |
|  | 7.            | Bietigheim Steelers     | 1                       |    |                         |            |            |            |  |  |        |        |        |
|  | 7.            | Bietigheim Steelers     | 1                       | 2. | Landshut Cannibals      | 3          |            |            |  |  |        |        |        |
|  |               |                         |                         | 2. | Landshut Cannibals      | 3          |            |            |  |  |        |        |        |
|  |               | 3.                      | Heilbronner Falken      | 0  |                         |            |            |            |  |  |        |        |        |
|  | 3.            | 3.                      | Heilbronner Falken      | 0  | Heilbronner Falken      | 4          |            |            |  |  |        |        |        |
|  | 3.            |                         |                         |    | Heilbronner Falken      | 4          |            |            |  |  |        |        |        |
|  | 6.            | Moskitos Essen          | 2                       |    |                         |            |            |            |  |  |        |        |        |

### Viertelfinale
Im Viertelfinale 2007/2008 kam es zu folgenden Begegnungen, die im Modus „Best of Seven“ ausgespielt wurden. Die Partien fanden am 20. März, 22. März, 24. März, 26. März und falls nötig am 28. März, 30. März und 1. April 2008 statt.
| Begegnungen             | Begegnungen | Begegnungen             | Serie | 1   | 2        | 3        | 4        | 5        | 6   | 7   |
| ----------------------- | ----------- | ----------------------- | ----- | --- | -------- | -------- | -------- | -------- | --- | --- |
| Kassel Huskies          | –           | Eispiraten Crimmitschau | 4:2   | 4:2 | 3:7      | 4:2      | 0:3      | 4:1      | 4:1 | –   |
| Landshut Cannibals      | –           | Bietigheim Steelers     | 4:1   | 3:2 | 5:0      | 5:2      | 1:3      | 2:1 n.V. | –   | –   |
| Heilbronner Falken      | –           | Moskitos Essen          | 4:2   | 2:6 | 4:3 n.P. | 6:7 n.V. | 5:4 n.P. | 6:3      | 4:3 | –   |
| Schwenninger Wild Wings | –           | SC Riessersee           | 4:3   | 2:3 | 2:4      | 4:1      | 2:3      | 4:1      | 2:1 | 4:1 |

In der dritten Play-off-Partie zwischen den Heilbronner Falken und den Moskitos Essen, welche von den Moskitos mit 6:7 n. V. gewonnen wurde, lag Essen bis knapp zwei Minuten (Spielzeit 57:59) vor Ende der regulären Spielzeit noch mit 6:2 zurück. Der Treffer zum 6:6-Ausgleich fiel erst zwei Sekunden vor Schluss.

### Halbfinale
Das Halbfinale wurde im Modus „Best of Five“ durchgeführt. Die Begegnungen fanden am 4., 6., 8. April und falls nötig am 11. und 13. April 2008 statt.
| Begegnungen        | Begegnungen | Begegnungen             | Serie | 1   | 2   | 3   | 4   | 5 |
| ------------------ | ----------- | ----------------------- | ----- | --- | --- | --- | --- | - |
| Kassel Huskies     | –           | Schwenninger Wild Wings | 3:1   | 4:1 | 1:3 | 3:0 | 5:3 | – |
| Landshut Cannibals | –           | Heilbronner Falken      | 3:0   | 5:3 | 4:2 | 4:3 | –   | – |

### Finale
Das Finale wurde ebenfalls im Modus „Best of Five“ ausgetragen. Die Begegnungen fanden am 15., 18., 20., 22. und 25. April 2008 statt.
| Begegnungen    | Begegnungen | Begegnungen        | Serie | 1   | 2   | 3   | 4        | 5        |
| -------------- | ----------- | ------------------ | ----- | --- | --- | --- | -------- | -------- |
| Kassel Huskies | –           | Landshut Cannibals | 3:2   | 0:1 | 6:0 | 5:0 | 4:5 n.V. | 3:2 n.V. |

Damit wurden die Kassel Huskies Zweitligameister 2008 und sind nach erfolgreicher Erfüllung der Lizenzauflagen erneut in die Deutsche Eishockey Liga aufgestiegen.

## Play-downs
Die Platzierten 11 bis 14 ermittelten im Play-down-Modus „Best of Seven“ ab dem 20. März 2008 die zwei
sportlichen Absteiger in die Oberliga 2008/09.
| Begegnungen     | Begegnungen | Begegnungen       | Serie | 1        | 2   | 3   | 4        | 5   | 6        | 7   |
| --------------- | ----------- | ----------------- | ----- | -------- | --- | --- | -------- | --- | -------- | --- |
| EV Ravensburg   | –           | EV Landsberg 2000 | 4:0   | 5:4 n.V. | 7:4 | 7:2 | 4:3      | –   | –        | –   |
| REV Bremerhaven | –           | Lausitzer Füchse  | 4:3   | 5:0      | 2:3 | 6:3 | 3:2 n.V. | 1:2 | 2:3 n.P. | 6:4 |

Der EV Ravensburg und der REV Bremerhaven sind somit für die 2. Bundesliga 2008/09 qualifiziert. Der EV Landsberg 2000 und die Lausitzer Füchse sind sportliche Absteiger in die Oberliga. Auf Grund der am 15. April 2008 gemeldeten Insolvenz der Eisbären Regensburg und der Moskitos Essen stiegen jedoch diese beiden Vereine zwangsweise ab, sodass die Lausitzer Füchse in der 2. Bundesliga verblieben. Der EV Landsberg 2000 verzichtete hingegen auf ein Nachrücken.

## Ausstrahlung im Fernsehen
Das Deutsche Sportfernsehen (DSF) strahlte in der Regel samstags um 21:30 Uhr ein Magazin zur 2. Bundesliga aus. Es wurden bis zu vier Freitagsspiele zusammengefasst und Hintergrundberichte gesendet.